# Desalinos
Desalinos är samlingsnamnet på ett musikband från Göteborg, centrerat runt bröderna Stephen Sahlin (klaviatur, sång) och Tommy Sahlin (gitarr, sång) tillsammans med sångerskan och slagverkaren Elinor Sahlin, Sebastian Sandberg (bas, sång) och Daniel Gibson (trummor, sång).
Desalinos spelar ofta som kompband åt olika artister och sångare. De kännetecknas av en stark fokusering på låten snarare än instrumenten, har en väldig musikalisk bredd, och samtliga medlemmar är starka vokalister.
Artister de jobbar med är bland andra Uno Svenningsson, Ebbot Lundberg (The Soundtrack of Our Lives), Daniel Lemma, Meja, Magnus Carlson (Weeping Willows), Anders Wendin (Moneybrother), Caroline Wennergren, Nicolai Dunger, Aron Aronsson  (Leather Nun), Nicolai Dunger och kanadensiska Bob Lanois.
Vidare spelar grundkvartetten kontinuerligt tillsammans med sångaren Robert "Biggles" Sohlberg, man går då under namnet Big Is Less. Denna konstellation är husband på Slussens Pensionat, Orust, varje sommar och har varit så sedan 2003. Big Is Less har också åkt till karibiska ön Bequia två år i rad och framträtt under några veckor, båda gångerna tillsammans med inbjudna gästvokalister.
Under somrarna 2009–2011 var Desalinos husband på onsdagsklubben Revolution no.9 på Blomstermåla, Särö, tillsammans med klubbvärden Ebbot Lundberg. Man spelar såväl ensamma som tillsammans med Ebbot Lundberg och de olika musikaliska gäster som dyker upp på klubben.